# Chac Mool (banda)
Chac Mool es una banda mexicana de rock, son pioneros en México del rock progresivo junto con Decibel. Apareció en 1979 y se disolvió en 1985, y a partir de esa fecha se ha venido organizando con diferentes integrantes, logrando seguir adelante con el proyecto. Chac Mool fue uno de los pocos grupos que en su música representó a las antiguas civilizaciones que habitaron en México. Su  discografía es amplia y sus álbumes han sido parte de coleccionistas y del vanguardismo mexicano, actualmente Chac Mool se convirtió en el presente como un grupo de culto.

## Historia
La aparición de Chac Mool en los escenarios coincide con el inicio de la década del boom del rock mexicano. Una de las principales características del grupo era la creación de atmósferas a través de letras profundas que obligaban al oído a trasladarse a un mundo fantástico.
La instrumentación de Chac Mool era asimismo pionera en Iberoamericana, ya que incorporaba elementos como el violonchelo, mandolina, timbales, sintetizadores, Melotrón, la flauta e instrumentos prehispánicos. A diferencia de otros grupos de rock progresivo, Chac Mool nunca procuró hacer una competencia entre instrumentos, además de que le imprimió su sello personal a la música, creando su propio estilo.
La primera entrega, lanzada en el año de 1980, fue "Nadie en Especial", disco que refleja letras fantásticas y de crítica social como "Un mundo feliz" de Jorge Reyes y Armando Suárez en el cual se toca el tema del mundo de seres perfectos nacidos en un laboratorio (basada en el libro obra del mismo nombre de Aldous Huxley), o en "El visitante" de Armando Suárez, la cual se puede interpretar de forma literal, donde un ser extraterrestre es introducido a la muy peculiar forma de vivir del ser humano, pero en una segunda interpretación sugiere que el extraterrestre puede ser cualquier persona que visita otro país. "Aymara" composición de Carlos Alvarado, es la única pieza etno rock, electrónica, que nos lleva a un viaje sideral, "Bienvenidos al fin del Mundo" es una visión apocalíptica. Asimismo destacan: "El día que murió el Rey Camaleón", en la cual cuenta la historia de un reino fantástico y bizarro que recién perdió a su líder. "Nadie en Especial" es un tema que trata de la impersonalidad de la vida moderna.  
En ente disco se pueden escuchar tendencias en nadie en especial de "Welcome to the Machine" de Pink Floyd minuto 2:18, y minuto 7:58 de "Echoes Part 1" en salamandra minuto 3:30, Posterior al lanzamiento de este disco, el grupo realiza varias presentaciones exitosas en la Ciudad de México. 
En 1981 aparece su segundo disco, titulado "Sueños de Metal", que conserva las características del primero en cuanto a instrumentación, letras y larga duración de las canciones, sobresaliendo canciones como "Paranoia" de Armando Suárez y Jorge Reyes, Libertad de Armando Suárez y "Sombras de la Noche", de Jorge Reyes. En ese año, el grupo británico Queen realizó dos conciertos en México, uno en Monterrey y otro en Puebla; en este último se anunció a Chac Mool como grupo abridor, pero por problemas de dinero con el promotor (que quería cobrarles una cantidad exorbitante por abrir el concierto) no se pudieron presentar.  
Para 1982 se lanzó la producción "Cintas en Directo", grabado en directo sin ningún doblaje, sobresalen canciones como "El Fantasma del Museo" de Armando Suárez, una nueva versión de "Un Mundo Feliz" y "Ofrenda" de Jorge Reyes y Carlos Alvarado. 
Cuando el grupo cambia de compañía de discos de Polygram a Warner, también cambia de estilo. Dejan de ser el grupo de rock progresivo con canciones de seis minutos para tornarse a un estilo de música más común. Esto se refleja en las letras y música del álbum "Caricia Digital", lanzado en 1984. Este álbum produjo éxitos comerciales con "Niña Bien", "Máquinas de Lujuria" y Vestir de Rojo, todas las canciones son de Jorge Reyes y Armando Suárez. En varios temas del disco, las canciones se acercan a un sonido new wave muy popular en la década de los ochenta. El grupo se presenta en el programa "Hoy Mismo" y en "Estrellas de los Ochenta". 
En "vestir de rojo" minuto 1:40 se aprecian tendencias de love will tear us apart de joy division.
La banda original estuvo compuesta por: Jorge Reyes- guitarra y flauta. Carlos Alvarado- sintetizadores, orquestador y mellotron.  Mauricio Bieletto- Voz. violonchelo. Armando Suárez- bajo y mandolina,  Carlos Castro-batería y percusiones.
Entre 1999 y 2000 dos de los integrantes originales de Chac Mool: Carlos Alvarado y Armando Suárez, se reúnen con otros músicos para realizar algunas presentaciones y lanzar el disco "El Mensajero de los Dioses" regresando a sus raíces de Rock Progresivo con piezas más largas, sintetizadores y violín, con piezas que destacan como "Un Día Más" de Armando Suárez y "Chac Mool" de Carlos Alvarado.
En el 2006 salió una caja remasterizada por Carlos Alvarado en el estudio 19 llamada "25 Aniversario" que salió en CD y DVD. El CD incluyó los discos en réplicas de Nadie en Especial, Sueños de Metal, Cintas en Directo, Caricia Digital en versión CD y uno más que contiene versiones en vivo y algunos demos de sus canciones. El álbum no viene con el disco El Mensajero de los Dioses. el DVD incluye un documental con la historia del grupo y unas presentaciones en vivo.
En la actualidad Chac Mool el nuevo líder del grupo Armando Suárez, lanzó su disco "Chac Mool 2015" presentándose junto a Mauricio Bieletto, Carlos Castro, Rafael Ramos, Rodrigo Martínez y Mr. Yami.
Carlos Alvarado se presentó con su banda interpretando el "Nadie en Especial"  con arreglos sinfónicos, sacando un CD con una nueva mezcla con mellotron, realizando una gira por varios estados de la república Mexicana.

## Integrantes

### Formación actual
- Armando Suárez - vocal, guitarra, mandolina, bajo (ocasionalmente) (1979 - 1986, 1999 - 2000, 2009 - actualmente)
- Rafael Ramos - bajo (2015 - actualmente)
- Mr. Yami - flauta transversal, teclados (2015 - actualmente)
- Rodrigo Martínez - guitarra eléctrica, vocal de apoyo (2022 - actualmente)
- Aldo Lira - batería, percusión (2023 - actualmente)

### Exintegrantes
- Jorge Reyes Valencia (fallecido en 2009) - voz, guitarra, flauta (1979 - 1986)
- Carlos Alvarado Perea (fallecido en 2020) - teclados, vocal de apoyo (1979 - 1986, 1999 - 2000, 2009 - 2014)
- Mauricio Bieletto - vocal de apoyo, violonchelo, guitarra acústica (1979 - 1986)
- Carlos Castro - batería, percusión (1979 - 1983)
- Eduardo Medina - batería (1984 - 1986)
- Alejandro Nila - vocal de apoyo - (1999 - 2000)
- Alberto Herr Solé - batería (1999 - 2000)
- Manuel Lhoman - banyo (1999 - 2000)
- Hanna Hiipakka - violín (1999 - 2000)
- Uvarigh Alvarado - Bajo (2009 - 2014)
- Víctor Baldovinos - batería (2009 - 2014)
- Fabiola Simac - violín (2012 - 2014)
- Omar Szdenka - Guitarra (2012 - 2014)
- Ramiro Martínez - vocal de apoyo (2009 - 2014)

## Discografía
La discografía del grupo es la siguiente:

### Álbumes de estudio
- 1980: "Nadie en Especial" (Philips Records)
- 1981: "Sueños de Metal" (Philips Records)
- 1984: "Caricia Digital" (WEA)
- 1999: "El Mensajero de los Dioses" (Momia Records)
- 2020: "2020" (Sol & Deneb Records)

### Recopilaciones
- 1982: "Cintas en Directo"
- 1988: "En Vivo - Official Bootleg"
- 2006: "25 Aniversario"

### Sencillos y EPs
- Paranoia / Melanie (1981).
- Solo Tienes 16 / Máquinas De Lujuria (1984).
- 2015 (2015).